# Krumme Steyr
Krumme Steyr är ett vattendrag i Österrike.   Det ligger i förbundslandet Oberösterreich, i den centrala delen av landet, 180 km väster om huvudstaden Wien.
I omgivningarna runt Krumme Steyr växer i huvudsak blandskog. Runt Krumme Steyr är det ganska glesbefolkat, med 40 invånare per kvadratkilometer.